# 라사녜테
라사녜테(이탈리아어: lasagnette, 단수: lasagnetta 라사녜타[*])는 이탈리아의 파스타이다. 라사냐의 폭이 좁은 형태로 볼 수 있다.

## 사진

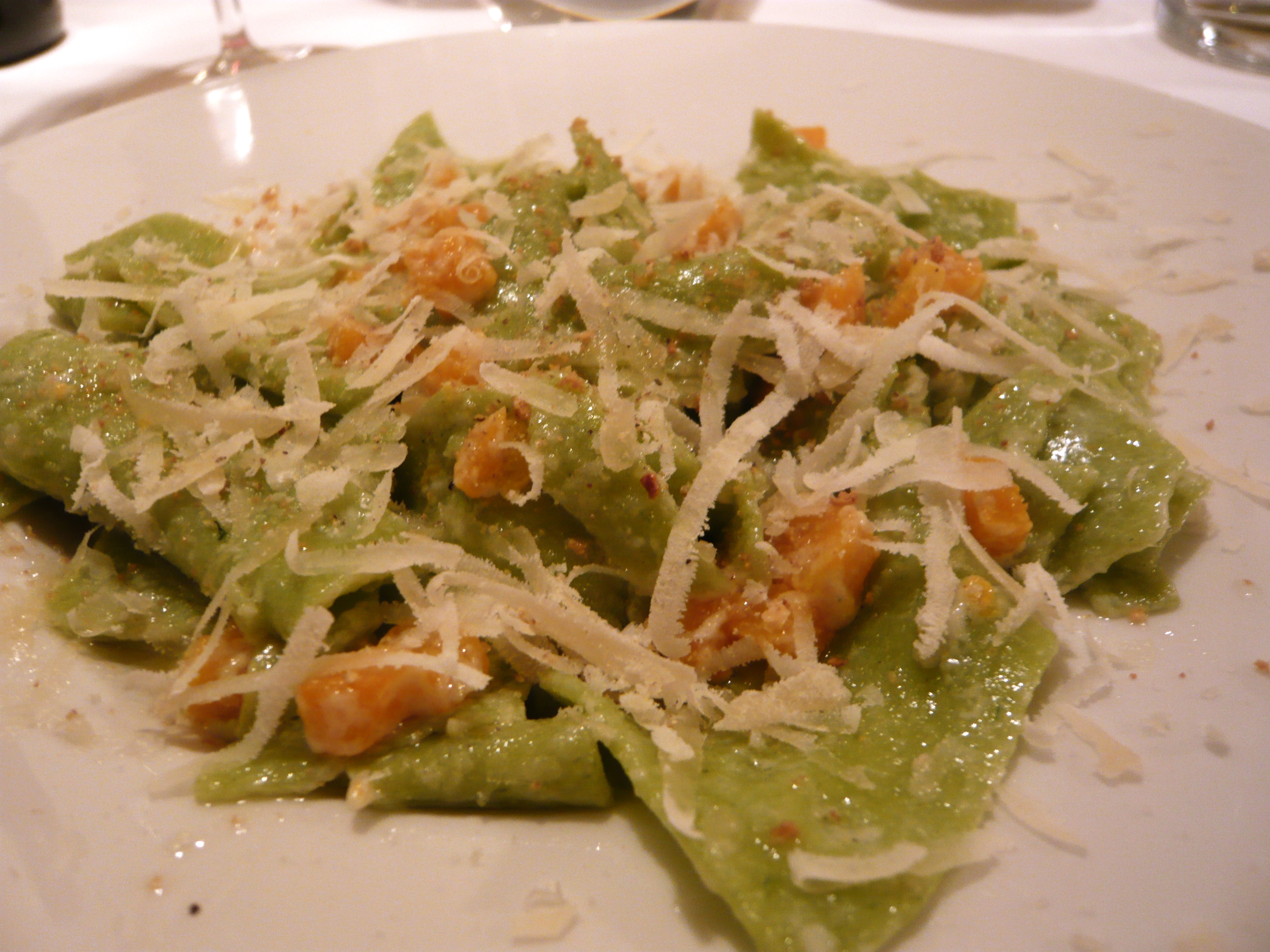
파르미자노 치즈와 호박을 곁들인 라사녜테

## 같이 보기
- 라사녜 알 포르노